# Apsaphida
Apsaphida là một chi bướm đêm thuộc họ Noctuidae.

## Các loài
- Apsaphida eremna Franclemont, 1973